# Minh Tân, Kinh Môn
Minh Tân là một phường thuộc thị xã Kinh Môn, tỉnh Hải Dương, Việt Nam.

## Địa lý
Phường Minh Tân có vị trí địa lý:
- Phía đông và phía bắc giáp tỉnh Quảng Ninh
- Phía tây giáp các phường Phú Thứ và Tân Dân
- Phía nam giáp thành phố Hải Phòng.

Phường có diện tích 13,57 km², dân số năm 2018 là 18.483 người, mật độ dân số đạt 1.362 người/km².

## Lịch sử
Trước đây, Minh Tân là một xã thuộc huyện Kinh Môn.
Ngày 3 tháng 6 năm 2004, Chính phủ ban hành Nghị định 131/2004/NĐ-CP. Theo đó, chuyển xã Minh Tân thành thị trấn Minh Tân.
Sau khi thành lập, thị trấn Minh Tân có 1.348,04 ha diện tích tự nhiên, dân số là 19.645 người.
Ngày 11 tháng 9 năm 2019, Ủy ban Thường vụ Quốc hội ban hành Nghị quyết số 768/NQ-UBTVQH14 (nghị quyết có hiệu lực từ ngày 1 tháng 11 năm 2019). Theo đó, chuyển huyện Kinh Môn thành thị xã Kinh Môn và thành lập phường Minh Tân trên cơ sở toàn bộ diện tích và dân số của thị trấn Minh Tân.
Sau khi thành lập, phường Minh Tân có 13,57 km² diện tích tự nhiên, dân số là 18.483 người.